# Nemertesia japonica
Nemertesia japonica är en nässeldjursart som först beskrevs av Eberhard Stechow 1907.  Nemertesia japonica ingår i släktet Nemertesia och familjen Plumulariidae. Inga underarter finns listade i Catalogue of Life.